# Pierre Charles L'Enfant

Plan de L'Enfant para Washington, revisado por Andrew Ellicott

Pierre Charles L'Enfant (Anet, 2 de agosto de 1754 - Condado de Prince George, 14 de junio de 1825) fue un arquitecto, urbanista profesor e ingeniero militar estadounidense de origen francés. 
En 1791, L'Enfant diseñó el plan de estilo barroco para el desarrollo de Washington, D. C., tras su designación como capital de Estados Unidos tras su traslado desde Filadelfia. Su obra, conocida como el Plan L'Enfant, inspiró los planes para otras importantes capitales mundiales, como Brasilia, Nueva Delhi y Canberra. En Estados Unidos, los planes para el desarrollo de tres grandes ciudades, Detroit, Indianápolis y Sacramento, se inspiraron en el plan de L'Enfant para Washington, D. C.

## Biografía
L'Enfant nació el 2 de agosto de 1754 en el barrio de los Gobelinos de París, Francia, en el distrito 13, en la margen izquierda de la ciudad. Fue el tercer hijo y el segundo varón de Pierre L'Enfant (1704-1787), pintor y profesor de la Real Academia de Pintura y Escultura conocido por sus panoramas de batallas, y Marie Charlotte Leullier, hija de un oficial militar francés.

## Trayectoria
Llegó a las colonias norteamericanas como ingeniero militar con el General Lafayette y acabó sintiéndose identificado con los Estados Unidos, donde adoptó el nombre de Peter.
Le hirieron en el Sitio de Savannah en 1779, pero se recuperó y sirvió para el general Washington durante el resto de la Guerra de la Independencia. Durante un corto tiempo se le elevó a la categoría de mayor (2 de mayo de 1783).
Tras la guerra alcanzó algo de fama como arquitecto rediseñando el Federal Hall de la ciudad de Nueva York. Diseñó monedas, medallas, muebles y casas para las clases adineradas. Fue amigo del tesorero Alexander Hamilton. Más adelante, y gracias a sus contactos, L'Enfant fue designado por George Washington para diseñar la nueva capital federal. Empezó los planos en 1791.
L'Enfant tuvo una relación con Richard Soderstrom de más de una década, que empezó en 1794. A pesar de que los historiadores debaten la naturaleza sexual de dicha relación, como mínimo los dos compartieron barrio en las proximidades de Filadelfia y tuvieron negocios juntos. En 1801, Soderstrom cobró L'Enfant por la parte que le tocaba de los gastos, y emprendió una batalla legal.
Debido a su temperamento e insistencia de construir una ciudad entera, el plan de L'Enfant de construir una Ciudad Federal no se acabó antes de su muerte. Los comisionados del Distrito de Columbia querían invertir los fondos existentes a la construcción de los edificios federales, por lo que tenían el apoyo de Thomas Jefferson. L'Enfant fue retirado de la ejecución de los planos. Así el plan pasa a las manos de los tasadores Andrew y Joseph Ellicott, que habían dirigido las primeras tasaciones del Distrito de Columbia con la ayuda de Benjamin Banneker, un matemático. L'Enfant no cobró por sus servicios, cayo en desgracia, y paso el resto de su vida intentando convencer al Congreso estadounidense que le pagasen lo que creía que le debían. Se le ofreció un puesto como catedrático de ingeniería en West Point en 1812, pero lo rechazó. L'Enfant murió en la pobreza y fue enterrado en la granja de un amigo en el Condado de Prince George, Maryland, Estados Unidos.
En 1901 la Comisión McMillan utilizó el diseño original de L'Enfant como piedra angular de su informe de 1902, que planeó un plan para renovar el National Mall. Su nación adoptiva le reconoció por fin como un genio, y L'Enfant fue enterrado en el Cementerio de Arlington tras una ceremonia en la sala principal del Capitolio en 1909 y honrado con un monumento en su tumba en 1911. Actualmente está enterrado en el cementerio de Arlington en una colina con vistas a la ciudad que planeó.
En 1942, se le puso el nombre de SS Pierre L'Enfant a un barco militar estadounidense. En 1970 el buque se hundió y fue abandonado.